# Colpothrinax aphanopetala
Colpothrinax aphanopetala là loài thực vật có hoa thuộc họ Arecaceae. Loài này được R.Evans mô tả khoa học đầu tiên năm 2001.